# Полянин, Василий Васильевич
Василий Васильевич Полянин (род. 4 февраля 1927, д. Шишур Новоторъяльского района Марийской автономной области — 28 января 1995) — бригадир колхоза «40 лет Октября» Новоторъяльского района Марийской АССР. Герой Социалистического Труда (23.06.1966).

## Биография
Родился 4 февраля 1927 года в деревне Шишур в марийской крестьянской семье. Трудовую деятельность начал ездовым на лошади в колхозе имени Карла Маркса Пектубаевского района. После окончания курсов трактористов при колхозной МТС с 1946 года начал работать трактористом в колхозе «40 лет Октября». В 1960 году назначен бригадиром механизаторов.
На комбайне «СК-3» вместо положенной нормы в 8 гектар он ежедневно убирал по 15—20 гектар посевов. По итогам 7-й пятилетки Полянин стал лучшим механизатором Марийской республики.
Указом от 23 июня 1966 года за получение высоких показателей по сбору урожая Василий Полянин был удостоен звания Герой Социалистического Труда с вручением Ордена Ленина и золотой медали «Серп и Молот».
С 1985 года был на пенсии.
Последние годы проживал в Йошкар-Оле. Умер 28 января 1995 года.

## Награды
- Герой Социалистического Труда (23.06.1966)
- орден Ленина (23.06.1966)
- Почётная грамота Президиума Верховного Совета Марийской АССР (1954, 1955, 1957, 1958, 1987)[1]

## Память
В его честь ода поэта А. Мосунова в газете «Молодой коммунист» (1970).